# Smile (Katy-Perry-Lied)
Smile ist ein Lied der US-amerikanischen Sängerin Katy Perry für ihr gleichnamiges sechstes Studioalbum (2020). Es wurde am 10. Juli 2020 von Capitol Records als zweite Single aus dem Album veröffentlicht.

## Hintergrund und Komposition
Musikalisch handelt es sich um einen Nu-Disco-Song, der Naughty by Natures 1999er Song Jamboree sampelt. In dem Song spricht Perry über ihre Dankbarkeit für Veränderungen in ihrem Leben. Eine Version mit dem amerikanischen Rapper Diddy ist auf einigen Vinyl-Versionen des Albums enthalten, während Remixe des Songs von Giorgio Moroder und Joel Corry ebenfalls veröffentlicht wurden, um den Song zu promoten.
Über die Veröffentlichung des Songs sagte sie: „Ich habe diesen Song geschrieben, als ich eine der dunkelsten Phasen meines Lebens durchmachte. Wenn ich es mir jetzt anhöre, ist es eine tolle Erinnerung daran, dass ich es geschafft habe. Es sind drei Minuten voller Energie und Hoffnung.“

## Musikvideos
Performance Video
Katy Perry veröffentlichte am 14. Juli 2020 ein Performance-Video zu Smile. In dem Video ist sie als Clown gekleidet.
Musikvideo
Das offizielle Musikvideo zu „Smile“ wurde am 14. August 2020 veröffentlicht und zeigt ein Videospiel-Thema, wobei Perry zwischen realem Cosplay und animierten Videospielfiguren wechselt. Die Regie führte Mathew Miguel Cullen, das Storyboard stammt von Cullen und Josh Chesler.

## Rezensionen
Zoe Haylock von Vulture bezeichnete den Song als „ermächtigend“ und verglich ihn mit Perrys 2013er Single Roar.

## Kommerzieller Erfolg

### Chartplatzierungen
Smile stieg am 17. Juli 2020 für eine Woche auf Rang 96 der britischen Singlecharts ein. Am 21. August 2020 stieg das Lied erneut auf Rang 87 ein und erreichte zwei Wochen später mit Rang 73 seine beste Platzierung. Die Single platzierte sich mit Unterbrechungen fünf Wochen in den Top 100, letztmals am 11. September 2020.
| ChartsChartplatzierungen     | Höchstplatzierung | Wochen |
| ---------------------------- | ----------------- | ------ |
| Vereinigtes Königreich (OCC) | 73 (5 Wo.)        | 5      |

### Auszeichnungen für Musikverkäufe
| Land/Region               | Auszeichnungen für Musikverkäufe (Land/Region, Auszeichnung, Verkäufe) | Verkäufe |
| ------------------------- | ---------------------------------------------------------------------- | -------- |
| Australien (ARIA)         | Platin                                                                 | 70.000   |
| Brasilien (PMB)           | Platin                                                                 | 40.000   |
| Kanada (MC)               | Gold                                                                   | 40.000   |
| Vereinigte Staaten (RIAA) | Gold                                                                   | 500.000  |
| Insgesamt                 | 2× Gold · 2× Platin ·                                                  | 650.000  |

Hauptartikel: Katy Perry/Auszeichnungen für Musikverkäufe